# خیاط کوچولوی شجاع
خیاط کوچولوی شجاع (به انگلیسی: Brave Little Tailor) یک انیمیشن کوتاه آمریکایی محصول ۱۹۳۸ است که توسط استودیو انیمیشن والت دیزنی و توسط آر.ک.ئو منتشر شده‌است. این فیلم اقتباسی از افسانه خیاط کوچک شجاع با نقش اصلی کردن میکی ماوس است. این فیلم توسط بیل رابرتز کارگردانی شده‌است و موسیقی متن فیلم را آلبرت هی مالوت ساخته‌است. صداپیشگان این فیلم شامل والت دیزنی در نقش میکی، مارچلین گارنر در نقش مینی و ادی هولدن در نقش می‌شوند. این ۱۰۳مین فیلم کوتاه در مجموعه فیلم‌های میکی ماوس بود که اکران شد و پنجمین فیلم برای آن سال بود.
این فیلم در یازدهمین دوره جوایز اسکار در ۱۹۳۹ نامزد جایزه اسکار بهترین پویانمایی کوتاه شد، اما به یکی دیگر از محصولات دیزنی به نام فردیناند، گاو نر باخت. در ۱۹۹۴ این فیلم توسط اعضای حوزه انیمیشن به عنوان ۲۶مین کارتون بزرگ همه زمان‌ها انتخاب شد. این لیست در کتاب ۵۰ کارتون بزرگ جمع‌آوری شده‌است.